# Shine a Little Love
Singles de Electric Light Orchestra
It's Over
(1978) The Diary of Horace Wimp
(1979)
Pistes de Discovery
Confusion
Shine a Little Love est une chanson d'Electric Light Orchestra tirée de l'album Discovery, sorti en 1979. Elle constitue également le premier single extrait de l'album, avec Jungle (tirée de l'album Out of the Blue) en face B. Ce single se classa 6e au Royaume-Uni et 8e aux États-Unis.